# Siraha (Distrikt)
Der Distrikt Siraha (Nepali सिराहा जिल्ला) ist einer von 77 Distrikten in Nepal und gehört seit der Verfassung von 2015 zur Provinz Madhesh.

## Geschichte
Der Distrikt gehörte bis zum Jahr 2015 zur Verwaltungszone Sagarmatha.

## Geographie
Siraha liegt im Terai und erstreckt sich 30 km von der ersten Siwalikkette im Norden bis zur indischen Grenze im Süden. Die beiden Flüsse Kamala und Balan grenzen den Distrikt nach Westen und Osten ab.

## Einwohner
Der Distrikt hatte im Jahr 2001 572.399 Einwohner; 2011 waren es 637.328. Im Jahr 2014 gehörte Siraha mit einem Wert des Human Development Index von knapp über 0,4 zu den 15 ärmsten Distrikten Nepals. Die Alphabetisierungsrate lag im selben Jahr bei knapp 40 %.

## Verwaltungsgliederung
Städte im Distrikt Siraha:
- Dhangadhimai
- Golbazar
- Lahan
- Mirchaiya
- Siraha
- Sukhipur
- Kalyanpur
- Karjanha

Gaunpalikas (Landgemeinden):
- Bhagwanpur
- Aurahi
- Bishnupur
- Bariyarpatti
- Lakshmipur Patari
- Naraha
- Sakhuwanankar Katti
- Arnama
- Navarajpur

Bis zum Jahr 2017 wurde der Distrikt in die folgenden Village Development Committees (VDCs) unterteilt:
- Arnama Lalpur
- Arnama Rampur
- Aurahi
- Badharamal
- Barchhawa
- Bariyarpatti
- Basbita
- Bastipur
- Belaha
- Bhadaiya
- Bhagwanpur
- Bhagwatipur
- Bhawanpur Kalabanzar
- Bhokraha
- Bishnupur
- Brahmagaughadi
- Chandra Ayodhyapur
- Chatari
- Chikana
- Devipur
- Dhodhana
- Dumari
- Durgapur
- Gadha
- Gauripur
- Gautari
- Govindapur Malahanama
- Govindpur Taregana
- Hakpara
- Harakathi
- Inarwa
- Itarhawa
- Itari Parsahi
- Itatar
- Janakinagar
- Jighaul
- Kachanari
- Kalyanpur Jabadi
- Kalyanpurkalabanzar
- Karjanha
- Kharukyanhi
- Krishnapur Birta
- Lagadi Gadiyani
- Lagadigoth
- Laxminiya
- Laxmipur
- Laxmipur Patari
- Mahadewa Portaha
- Mahanaur
- Maheshpur Patari
- Majhauliya
- Majhaura
- Makhanaha
- Mauwahi
- Media
- Nahara Rigoul
- Naraha Balkawa
- Navarajpur
- Padariya Tharutol
- Pipra
- Pokharbhinda
- Rajpur
- Ramaul
- Sakhuwanankarkatti
- Sanhaitha
- Sikron
- Sisawani
- Sonmati Majhaura
- Sothayan
- Tenuwapati
- Thalaha Kataha
- Thegahi
- Tulsipur